# Real (manga)
Real (リアル / Real) es un manga, escrito e ilustrado por Takehiko Inoue, que trata de las vidas de algunos jóvenes adolescentes vinculados de una manera u otra al mundo de las personas con discapacidad y, en particular, al baloncesto en silla de ruedas. Fue publicado en Young Jump de Shūeisha. Los primeros 12 volúmenes han vendido más de 14 millones de copias sólo en Japón.

## Trama
El protagonista principal es Nomiya Tomomi, un estudiante de secundaria con problemas de conducta que deja el instituto después de un accidente de moto, en el que Yamashita Natsumi, una chica que acababa de conocer y se sentó en el asiento trasero, se queda paralítica. Tomomi pasa sus días tratando de superar el remordimiento por Natsumi y tratando de alcanzar las metas para poder ser mejor persona desde el punto de vista social, la forma de encontrar un empleo u obtener un permiso de conducir.
Además de la relación con Natsumi,también es fundamental en la evolución del personaje de Nomiya, la influencia de otras dos figuras centrales con problemas de discapacidad: Kiyoharu Togawa, un chico atleta al que habían amputado una pierna afectada con osteosarcoma y Hisanobu Takahashi, un compañero de clase de Nomiya que se consideraba superior a los demás y era el capitán del equipo de baloncesto, incapaz de vivir sin problemas el ambiente escolar, que perdió el uso de las piernas debido a un accidente que tuvo con un camión de Tomomi, cuando huía de un desconocido, al que acababa de robar una bicicleta por diversión.

## Personajes

### Principales
- Tomomi Nomiya

Un problemático joven que representa el estereotipo de la delincuencia estudiantil,pero en el fondo tiene una sensibilidad especial y toma en cuenta el gran valor de la amistad y la inconformidad. Trata de comprometerse siempre a pleno rendimiento en todo lo que promete en primer lugar. Le gusta el baloncesto, un deporte que practicaba con muy buenos resultados en el instituto,en el club del que era capitán Hisanobu Takahashi. Cada vez que visita a otros personajes, se presenta con especialidades locales adquiridos por su madre en uno de sus viajes. Estos discursos y una breve llamada telefónica de la madre son las únicas referencias a su familia.
- Kiyoharu Togawa

Después de perder a su madre hace tiempo, ha pasado gran parte de su tiempo libre de su infancia y adolescencia con su padre, quien trató de reflexionar sobre sus sueños no realizados hijo de convertirse en un pianista.Finalmente entra en el club de atletismo para seguir su pasión por correr, pero se ve obligado a detener por completo esta actividad antes de la final nacional, con una pierna amputada a causa de osteosarcoma. Entonces entra en una larga depresión de la que sale sólo cuando oye hablar de Los Tigres, un equipo de baloncesto en silla de ruedas que revive su pasión perdida por las carreras después de la operación.
- Hisanobu Takahashi

Vive con su madre soltera y no ve a su padre desde hace algún tiempo. Un estudiante serio, atractivo, y para el que la vida escolar no tiene ninguna dificultad aparente. Esta preparación particular y la separación de su padre, lo llevó a ser menos dedicado a las cosas y la dirección con el mínimo esfuerzo. Él comenzó de pequeño a jugar al baloncesto es el capitán del equipo del instituto,donde también juega Tomomi. Tiende a dividir a la gente en categorías basadas en la apariencia y las habilidades generalizadas. Los tipos como él están en la categoría más alta, mientras que los hay en la más baja como Tomomi. Después del incidente cambia esta práctica.